# Karl H. Wiik

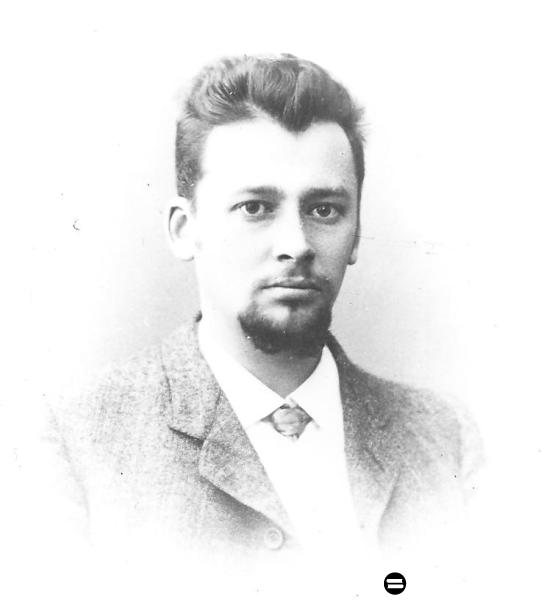
Der junge Karl H. Wiik.

Karl Harald Wiik (* 13. April 1883 in Helsinki; † 29. Juni 1946 ebenda) war ein finnlandschwedischer Politiker und Journalist. Wiik gehörte zum linken Flügel der Sozialdemokratischen Partei Finnlands (SDP). 1944 wurde er der erste Vorsitzende der Demokratischen Union des Finnischen Volkes (SKDL).
Karl H. Wiik arbeitete ab 1903 für verschiedene schwedischsprachige Zeitungen der Arbeiterbewegung und wurde Mitglied des Schwedischen Arbeiterbundes Finnlands. Er erhielt 1910 seinen Magister der Philosophie. 1911 wurde er das erste Mal in den finnischen Landtag gewählt. Er hatte ein Mandat bis 1918, konnte es zum Ende allerdings nicht mehr wahrnehmen, da er aufgrund der durch die Unabhängigkeit Finnlands ausgelösten Bürgerkriegs in Haft kam. Von 1922 bis 1929 und von 1933 bis 1941 saß er erneut für die SDP im finnischen Parlament, allerdings war er und mit ihm fünf weitere Abgeordnete 1940 aus der Partei wegen zu linker Positionen und Friedensforderungen mit der Sowjetunion ausgeschlossen worden. 1940/41 bildeten Wiik und die anderen fünf Mandatsträger die Sozialistische Fraktion, deren Vorsitzender er war. Danach wurde er bis 1944 erneut inhaftiert. Nach dem Kriegsende 1944 saß er dann erneut im Parlament, nach den Parlamentswahlen 1945 für die SKDL, deren Vorsitzender er 1944 war. Wiik war schließlich bis zu seinem Tod 1946 Parlamentsabgeordneter und Fraktionsvorsitzender der SKDL.